# Mostazal
Mostazal es una comuna chilena de la provincia de Cachapoal, en la región del Libertador General Bernardo O'Higgins, en la zona central de Chile. Es un valle que tiende a reducirse hacia el norte, en la localidad de Angostura donde, por un par de metros se unen la cordillera de los Andes y la cordillera de la Costa. En conjunto a las comunas de Graneros y Codegua, Mostazal integra la zona del Cono Norte de la Región del Libertador General Bernardo O'Higgins.
La comuna está compuesta además por varias localidades, entre ellas se destaca: Los Marcos, El Arrayán, Angostura, Picarquín, Caren, O'Higgins de Pilay, Peuco, Santa Teresa, El Rincón, Candelaria y La Punta.

## Historia

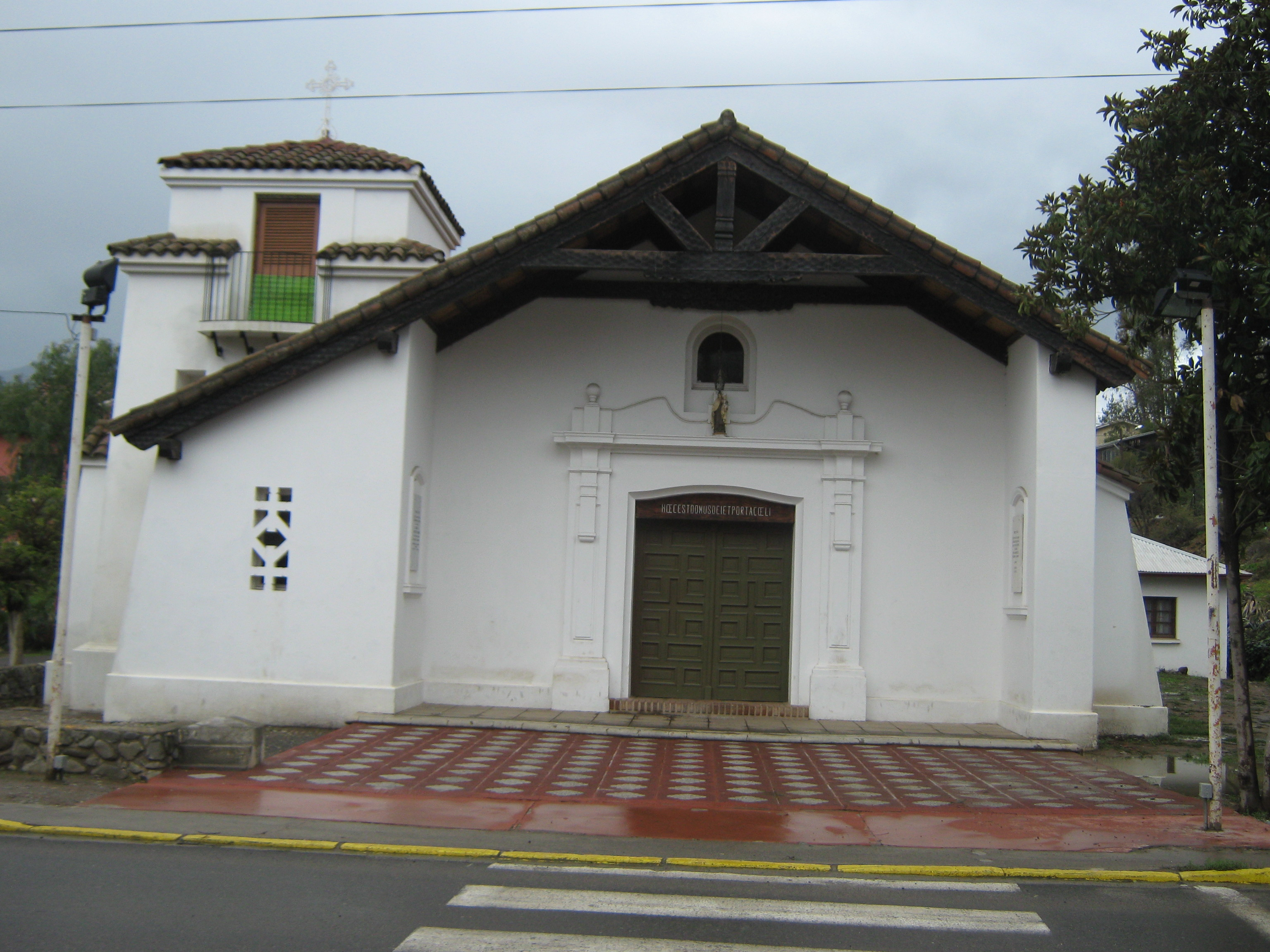
Capilla La Punta.

El 17 de marzo de 1894, Mostazal es declarado comuna siendo San Francisco su capital y reconocido como distrito los poblados de Angostura, La Punta y Peuco. 
La solemne reunión realizada en la propia estación de Ferrocarriles eligió como alcalde a don Samuel Ovalle Valdés, quien se desempeñó en ese cargo hasta 1897.
Mostazal, tomo su nombre de los extensos cultivos de arbustos de la mostaza que poseía la familia Valdés ya que tenía gran aplicación en la medicina casera. Sin embargo los trabajadores ferroviarios y los pasajeros asociaban la comarca con San Francisco quien sin pretenderlo se convirtió en el patrono de la comunidad.
Cuando se conciliaban ambas posiciones, surgió el nombre de San Francisco de Mostazal como hoy le conocemos.

## Medio ambiente

### Geomorfología y componentes abióticos

Trazado simplificado de los ecosistemas y cuerpos de agua presentes en la comuna de Mostazal.

La comuna de Mostazal se encuentra emplazada en las unidades geomorfológicas de Cordillera andina de retención crionival, Cuenca de Rancagua, Cordillera de la costa y Cuenca de Santiago; y presenta según la clasificación climática de Köppen clima de tundra de lluvia invernal (ET (s)), clima mediterráneo de lluvia invernal (Csb), clima mediterráneo de lluvia invernal de altura (Csb (h)) y clima mediterráneo frío de lluvia invernal (Csc). Esta además se halla entre las cuencas hidrográficas de río Maipo y río Rapel. Además, la comuna posee diversos cuerpos de agua, entre los que se destacan la laguna Picarquín; y río Angostura y río Peuco.

### Componentes bióticos
Dentro del territorio de la comuna se pueden hallar los siguientes ecosistemas:
- Bosque caducifolio mediterráneo costero donde predominan Nothofagus macrocarpa y Ribes punctatum (Vulnerable)
- Bosque esclerófilo mediterráneo andino donde predominan Kageneckia angustifolia y Guindilia trinervis (Vulnerable)
- Bosque esclerófilo mediterráneo andino donde predominan Quillaja saponaria y Lithrea caustica (Vulnerable)
- Bosque esclerófilo mediterráneo costero donde predominan Cryptocarya alba y Peumus boldus (Vulnerable)
- Bosque espinoso mediterráneo andino donde predominan Acacia caven y Baccharis paniculata (Vulnerable)
- Bosque espinoso mediterráneo interior donde predominan Acacia caven y Prosopis chilensis (Vulnerable)
- Herbazal mediterráneo andino donde predominan Nastanthus spathulatus y Menonvillea spathulata (Preocupación menor)
- Matorral bajo mediterráneo andino donde predominan Chuquiraga oppositifolia y Nardophyllum lanatum (Preocupación menor)
- Matorral bajo mediterráneo andino donde predominan Laretia acaulis y Berberis empetrifolia (Preocupación menor)
- Matorral bajo mediterráneo costero donde predominan Chuquiraga oppositifolia y Mulinum spinosum (Vulnerable)
- Zonas geográficas hinóspitas sin vegetación (Sin información)

### Medidas de protección ambiental y conflictos socioambientales
Hasta 2022, la comuna de Mostazal cuenta con las siguientes zonas que poseen algún nivel de protección ambiental:
- Alhué (Paisaje de Conservación)[10]
- Altos del Río Maipo (Sitios Ley 19.300)[11]
- Cordón de Cantillana (Sitios Ley 19.300)[12]
- Corredor de Angostura de Paine (Sitios ERB)[13]
- Corredor Limítrofe Sur (Angostura) (Sitios ERB)[14]
- Cordillera de la costa Norte y Cocalán (Sitios Ley 19.300)[15]
- Parque Nacional Río Clarillo (parque nacional)
- Precordillera Andina Norte (Sitios ERB)[16]
- río Clarillo (Sitios ERB)[17]
- Santuario de la Naturaleza El Ajial (Santuario de la Naturaleza)[18]

## Demografía

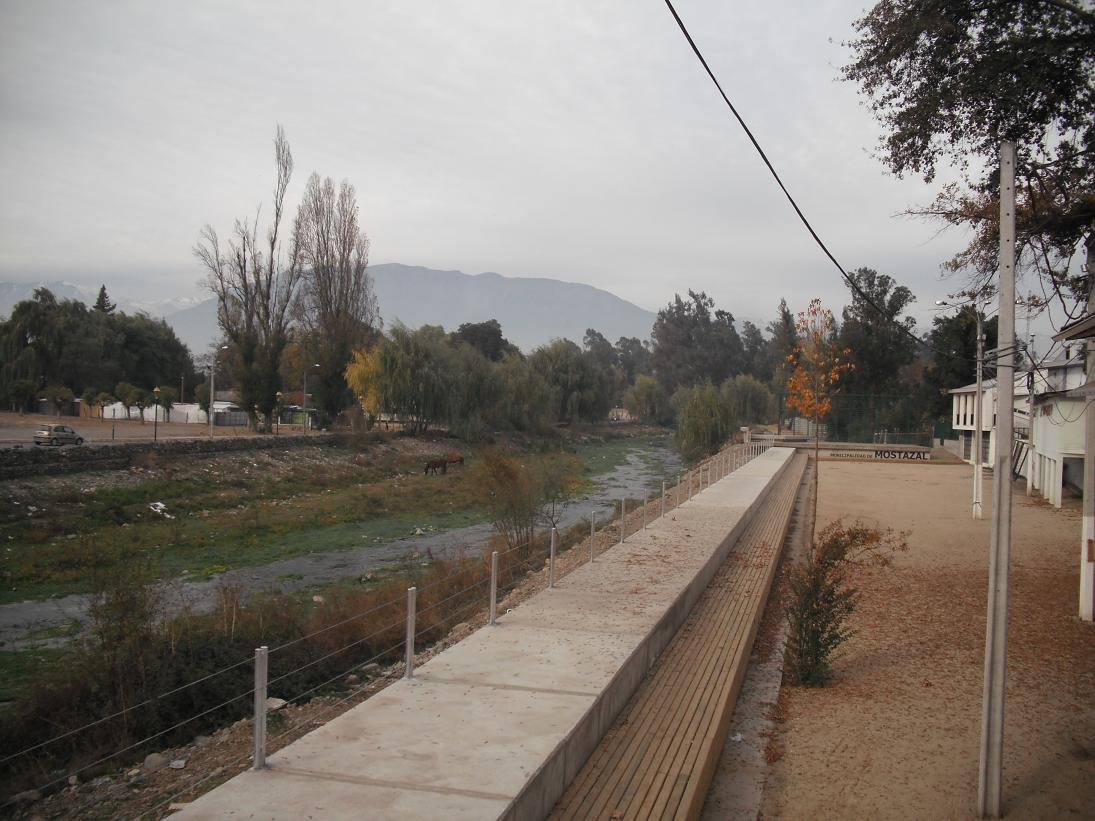
Estero Troncó

La comuna de Mostazal abarcaba una superficie de 524 km² y una población de 25.343 habitantes, correspondientes a un 2,67 % de la población total de la región y una densidad de 48,3 hab/km². Del total de la población, 12.680 son mujeres y 12.663 son hombres. Un 21,31 % corresponde a población rural y un 78,69 % a población urbana (2012).

## Administración

### Municipalidad
La Ilustre Municipalidad de Mostazal es dirigida por el alcalde Santiago Aquiles Garate Espinoza (Independiente), el cual es asesorado por los concejales:
- José Vega Aguayo (PS)
- Luis Adasme Tapia
- Gonzalo Palma
- Marioly Arancibia
- Carmen Castillo
- Sergio Medel Acosta

### Representación parlamentaria
Mostazal pertenece al distrito electoral N.º 15, que integra junto a las comunas de Rancagua, Graneros, Codegua, Machalí, Olivar, Requínoa, Rengo, Malloa, Quinta de Tilcoco, Coltauco, Coinco y Doñihue. Asimismo, pertenece a la VIII circunscripción senatorial. Es representada en el Senado por Javier Macaya de la UDI, Alejandra Sepúlveda de FREVS y Juan Luis Castro del PS. Asimismo, está representada en la Cámara de Diputados por Diego Schalper Sepúlveda de RN, Raúl Soto Mardones del PPD y las independientes Marcela Riquelme, Natalia Romero y Marta González.

## Economía

### Turismo
En el ámbito turístico hay gastronomía, piscina municipal, zonas de pícnic y recreación en el centro de formación Picarquín, cuya infraestructura fue usada en el 19.º Jamboree Scout Mundial, en 1998, y varios eventos escultistas. Además, entidades turísticas ofrecen cabalgatas por cerros del lugar. En el sector de Angostura está el casino de juegos Sun Monticello, el más grande de Latinoamérica.

## Lugares de interés

### La Punta

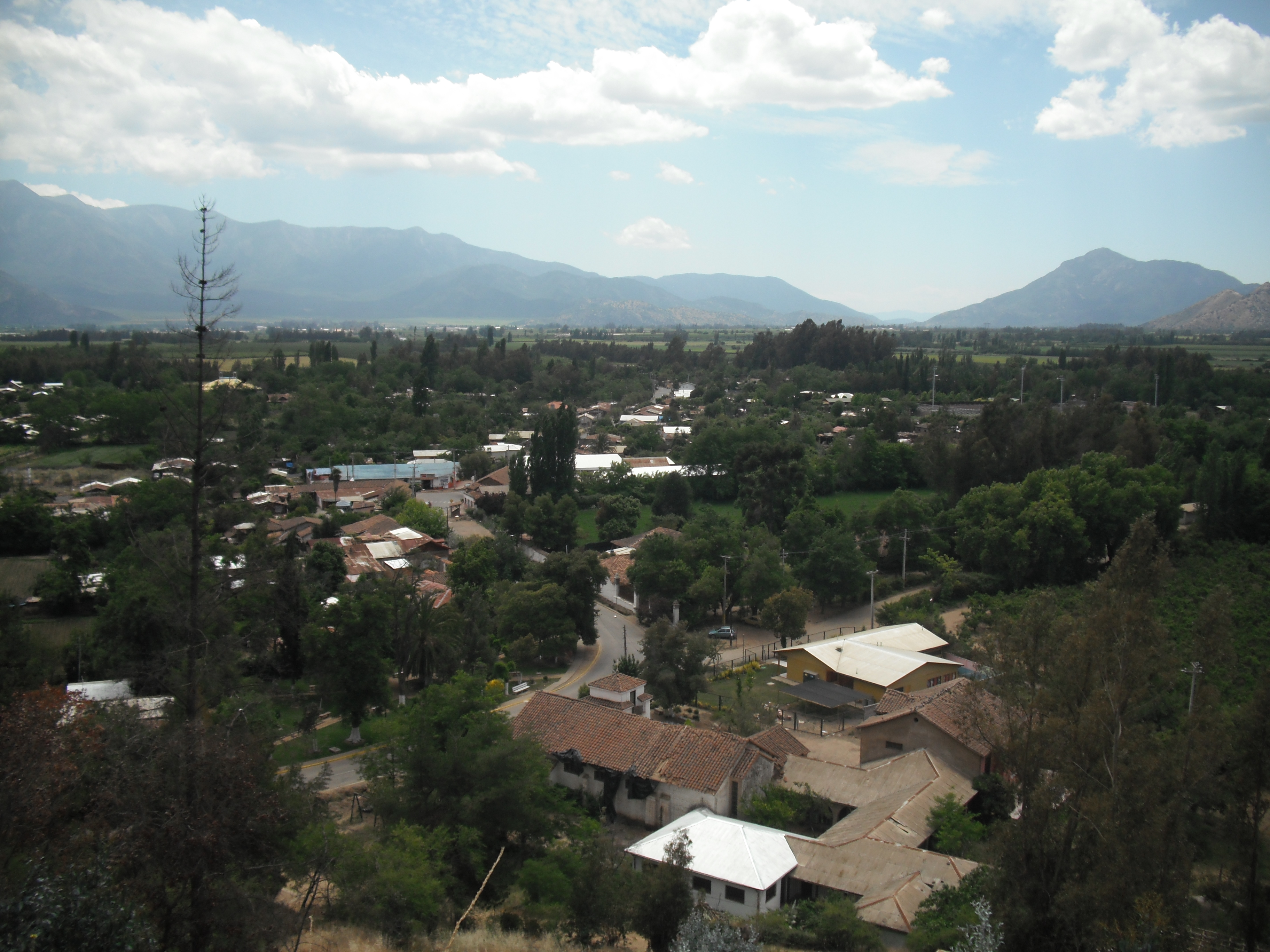
Caserío La Punta.

A nueve kilómetros de San Francisco de Mostazal se ubica el pueblo de la Punta, localidad que mirada desde arriba forma una gran letra S. El poblado conserva valiosas reliquias, como el ex convento de los Padres Josefinos, una tradicional construcción ubicada en la plaza. También está la antigua capilla a los pies del cerro La Carmelita, donde anualmente se realizan procesiones en honor a la Virgen del Carmen y misas a la chilena. Tanto el cerro donde está la Virgen (1923), como, la parroquia de La Punta y el antiguo convento de los Josefinos, fueron donados en 1947 al Pueblo de La Punta, por Doña Filomena Cifuentes Vda. de Venegas y su hijo Don Luis Venegas Cifuentes, propietarios de las Haciendas La Punta y La Candelaria.
La localidad ubicada cerca de la precordillera, donde se pueden hacer hermosas excursiones y paseos.
La Punta celebra cada año desde 1923 el festival "La Punta canta en verano", En Un lindo escenario situado al pie del cerro La Carmelita, con la presencia de famosos artistas chilenos, y el todo el beneplácito de las autoridades y personajes de la Ilustre Comuna de Mostazal.

### Viña Camino Real
Estos viñedos se originaron como parte de una propiedad muy grande que perteneció a la Orden Jesuita en 1879, llamada "Hacienda El Arrayán". El clima de esta comuna y de la provincia de Cachapoal posee excelentes condiciones para la producción de vino, particularmente tintos como las variedades Cabernet Sauvignon, Merlot y Carmenére.
Los expertos en vino alrededor del mundo conocen esta zona como la Santísima Trinidad (Holy Trinity), haciendo referencia a sus suelos calcáreos profundos, clima mediterráneo y viñedos libres de filoxera. La viña Camino Real se ubica en el camino hacia La Punta, 700 metros al oriente de la ruta 5.

### Los Marcos
El sector de Los Marcos es conocido por la tradicional celebración de la Cruz de Mayo, celebración religiosa en que año a año se reúnes expositores del Canto a lo Divino, para rendir culto por medio de su arte, a la Cruz de mayo.

## Deportes

### Fútbol
La comuna de Mostazal ha tenido a un club participando en los Campeonatos Nacionales de Fútbol en Chile.
- 21 de mayo (Cuarta División 1987-1991).

## Ciudades hermanas
- México Tultepec (2014)[22]
- Michoacán Zinapecuaro (2017) [23]